# Jeannette, la infancia de Juana de Arco
Jeannette, la infancia de Juana de Arco (en francés: Jeannette, l'enfance de Jeanne d'Arc) es el nombre de una película musical francesa dirigida por Bruno Dumont. Esta fue proyectada en la quincena de directores en la selección oficial del Cannes Film Festival.

## Sinopsis
Francia, 1425. En medio de la Guerra de los Cien Años, Jeannette, con sólo 8 años, cuida sus ovejas en el pequeño pueblo de Domremy. Un día, le dice a su amiga Hauviette que no puede aguantar más el sufrimiento que causan los ingleses. Madame Gervaise, una monja, intenta razonar con la niña, pero Jeannette está lista para tomar las armas y lograr la salvación del imperio francés. Guiada por su fe, se convertirá en Juana de Arco.

## Reparto
- Lise Leplat Prudhomme como Jeannette.
- Jeanne Voisin como Jeannette.
- Lucile Gauthier como Hauviette.
- Victoria Lefebvre como Hauviette.
- Aline Charles como Madame Gervaise.
- Elise Charles como Madame Gervaise.
- Nicolas Leclaire como Durand Lassois.
- Gery de Poorter como Jacques d'Arc.
- Regine Delalin como Isabeau d'Arc.

## Premios
- 2017: Festival de Gijón: Sección oficial largometrajes a concurso

## Recepción de la crítica
La película tuvo mayormente críticas positivas."Su película más controvertida. (...) Dumont, (...) lo hace de un modo tan original como irreverente y a la vez genuino: como un musical. (...) El resultado es la vez sorprendente, gracioso y por momentos también conmovedor. " Dijo Luciano Monteagudo: Diario Página 12."Quizás no gane nuevos adeptos pero seguro que gusta a los ya convertidos, 'Jeanette' puede ser al mismo tiempo tediosa y cinematográficamente edificante." Dijo Jordan Mintzer: The Hollywood Reporter."[Un] musical incomprensible y deliberadamente desconcertante que no te hará seguir el ritmo con los pies (...) La paciencia del espectador es puesta a prueba de forma severa (…) Puntuación: ★★ (sobre 5)" Dijo Leslie Felperin: The Guardian.